# Bengali
Bengali (även bengaliska eller bangla) är ett indoariskt språk som talas i östra delen av Indiska halvön. Bengali är ett inhemskt språk i den region i östra Sydasien som kallas Bengalen, vilken omfattar dagens Bangladesh och den indiska delstaten Västbengalen. Bengali är även majoritetsspråket i delstaten Tripura. Bengalitalande minoriteter finns också bland annat i de indiska delstaterna Assam, Jharkhand och Andamanerna och Nicobarerna. Med nästan 230 miljoner modersmålstalare är bengali ett av de mest talade språken i världen (det uppskattas vara det sjätte eller femte största).  Bengali är det huvudsakliga språket i Bangladesh, och det näst mest talade språket i Indien. Tillsammans med assamesiskan är bengali det geografiskt östligaste av de indoariska språken.
Nobelpristagaren Rabindranath Tagore skrev på bengali, och i indiska filmer sjunger bland annat Shreya Ghoshal på språket.
Bengali skrivs med bengalialfabetet. Assamesiska, oriya och maithili, tre andra språk som tillhör maghadagrenen av den indoariska språkfamiljen, är nära besläktade med bengali.

## Historia
Liksom andra östliga indoariska språk uppkom bengali ur de östliga medelindiska språken på Indiska halvön. Magadhi, det äldsta belagda talade språket i området, hade utvecklats till ardhamagadhi ("halvmagadhi") under första delen av det första årtusendet e.Kr. Ardhamagadhi, liksom alla prakritvarieteter i norra Indien, började ge plats åt vad som nu kallas apabhramsaspråk strax före år 1000. Det lokala apabhramsaspråket på östra Indiska halvön, purvi apabhramsa eller apabhramsa abahatta, utvecklades så småningom till regionala dialekter, vilka i sin tur bildade tre grupper: biharispråk, oriyaspråk och bengali-assamesiska språk. Vissa hävdar att delningen skedde mycket tidigare, till och med så långt tillbaka som 500 e.Kr. men språket var inte statiskt; olika varieteter samexisterade och författare skrev ofta på flera dialekter. Exempelvis tros magadhiprakrit ha utvecklats till apabhramsa abahatta omkring 500-talet. Detta språk konkurrerade med bengali en tid.
Vanligen urskiljer man tre perioder i bengalis historia:
1. Fornbengali (900/1000 e.Kr.–1400 e.Kr.) – texter bland andra Charyapada, religiösa sånger; framträdande av pronomen Ami,  tumi,  etc;  verbböjningar  -ila,  -iba,  etc. Oriya och assamesiska avskiljer sig under denna period.
2. Medelbengali (1400–1800 e.Kr.) – viktiga texter från denna period är bland andra Chandidas Srikrishnakirtan; elision av ô-ljudet i ordslut; spridning av sammansatta verb; persiskt inflytande. Vissa forskare indelar denna period ytterligare i tidiga och sena medelperioder.
3. Nybengali (sedan 1800 e.Kr.) – förkortning av verb och pronomen, bland andra förändringar (till exempel tahar → tar 'hans'/'hennes'; koriyachhilô → korechhilo han/hon hade gjort).

Historiskt sett ligger bengali närmare pali än sanskrit, men under den medelbengaliska perioden (Chaitanyatiden) och även under den bengaliska renässansen påverkades bengali allt mer av sanskrit. Av de moderna indoeuropeiska språken i Sydasien har bengali och marathi bevarat ett till stor del sanskritbaserat ordförråd medan hindi och andra är mer influerade av arabiska och persiska.

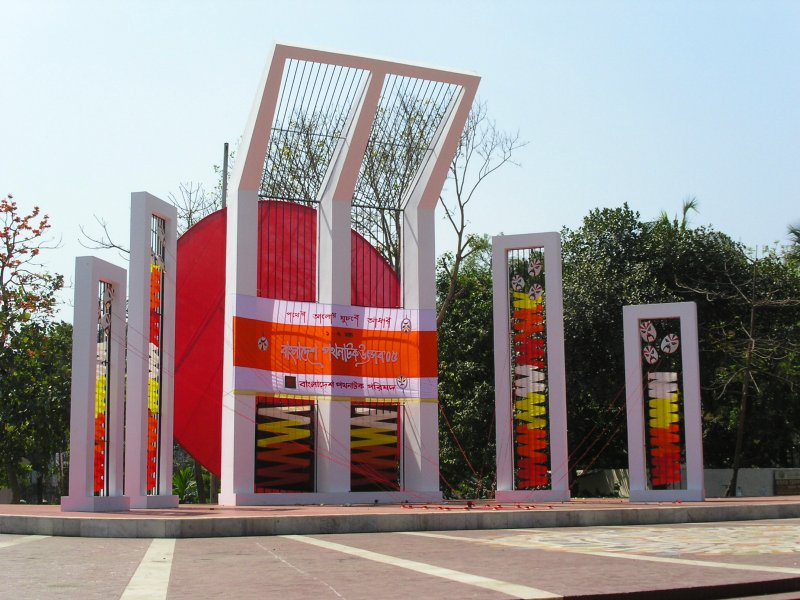
Shaheed Minar, eller martyrmonumentet, i Dhaka, högtidlighåller kampen för bengali

Den äldsta kända dokumentationen av språkets grammatik härstammar från 1700-talet. Den portugisiske missionären Manoel da Assumpcam skrev Vocabolario em idioma Bengalla, e Portuguez dividido em duas partes mellan år 1734 och 1742, då han tjänstgjorde i Bhawal. Boken är en ordbok och grammatika över bengali. Den brittiske grammatikern Nathaniel Brassey Halhed skrev en modern bengaligrammatik (A Grammar of the Bengal Language 1778). Denna bok var den första som använde bengalityper i tryck. Raja Ram Mohan Roy, den store bengaliske reformatorn, skrev också en "Grammar of the Bengali Language" (1832).
Under denna period utvecklades Choltibhasha-formen, som använder förenklade böjningar och andra förändringar, från Shadhubhasha (äldre form) som den föredragna formen av skriven bengali.
Bengali var 1951 i fokus för språkrörelsen (Bhasha Andolon) i det dåvarande Östpakistan (nuvarande Bangladesh). Fastän bengalitalarna var fler i Pakistans befolkning, var urdu enligt lag det enda nationella språket. Den 21 februari 1952 gick protesterande studenter och aktivister in i poliseld vid Dhaka University och tre unga studenter och flera andra dödades. Efter detta har Unesco förklarat 21 februari som internationella modersmålsdagen. I en enskild händelse i maj 1961 dödade polisen i Silchar i Indien elva personer som protesterade mot den lagstiftning som påbjöd användande av assamesiska.

## Geografisk utbredning

Geografisk utbredning för bengali som inhemskt språk

Bengali är inhemskt språk i den region i östra Sydasien som kallas Bengalen, vilken omfattar Bangladesh och den indiska delstaten Västbengalen. Omkring 98 % av Bangladeshs totala befolkning talar bengali som modersmål. Det finns också betydande bengalitalande grupper bland invandrare i Mellanöstern, Västvärlden och Malaysia.

### Officiell ställning
Bengali är det nationella och officiella språket i Bangladesh och ett av de 23 nationella språk som erkänns av Indien.  Det är det officiella språket i delstaten Västbengalen och ett av de officiella språken i delstaten Tripura och i unionsterritoriet Andamanerna och Nikobarerna. Bengalitalarna är i majoritet på Neil Islands och Havelock Island. Det är också medofficiellt språk i Assam, som har tre övervägande sylheti-språkiga distrikt i södra Assam: Cachar, Karimganj och Hailakandi. Både Indiens och Bangladeshs nationalsånger skrevs på bengali av Rabindranath Tagore.

### Dialekter
Den regionala variationen i talad bengali utgör ett dialektkontinuum. Lingvisten Suniti Kumar Chatterjee grupperade dessa dialekter i fyra stora grupper – radh, banga, kamarupa och varendra; men många alternativa grupperingsmodeller har också föreslagits.
Sylheti, chittagoniska och chakma är några språk som ofta klassas som bengalidialekter. Även om språken är ömsesidigt begripliga med andra dialekter av bengali, skulle dessa inte förstås av en som talar standardbengali.
De sydvästliga dialekterna (radh) bildar grunden för talad standardbengali, medan bangali är den dominerande dialektgruppen i Bangladesh. I de dialekter som är utbredda i stora delar av östra och sydöstra Bengalen (områdena Barisal, Chittagong, Dhaka och Sylhet i Bangladesh) motsvaras många av de västbengaliska klusilerna och affrikatorna av frikativor. Västliga palatoalveolara affrikator চ [ tʃ], ছ [ tʃʰ], জ dʒ motsvaras i östliga dialekter av  চʻ [ts], ছ় [s], জʻ [dz]~z. Inflytande från tibeto-burmanska språk på ljudsystemet i östlig bengali märks i frånvaron av nasala vokaler. Vissa varianter av bengali, särskilt chittagoniska och chakma, har kontrastiva toner.
Rajbangsi, kharia thar och mal paharia är nära besläktade med västbengaliska dialekter, men brukar vanligtvis räknas som separata språk. Hajong betraktas också som ett separat språk, fast det har likheter med nordliga bengalidialekter.
När bengali standardiserades i slutet av 1800-talet och början av 1900-talet var Bengalens huvudstad Calcutta också Bengalens kulturella centrum. Det som idag accepteras som standardformen av bengali i både Västbengalen och Bangladesh är baserat på den väst-centrala dialekten i Nadia-distriktet i närheten av Calcutta. Det finns fall där talare av standardbengali i Västbengalen använder ett annat ord än en talare av standardbengali i Bangladesh, fastän båda ord är av inhemskt bengaliskt ursprung. Exempelvis motsvarar nun (salt) i väster lôbon i öster.

## Talspråks- och skriftspråksvarieteter
Bengali uppvisar en stark diglossi mellan de skrivna och talade formerna av språket. Två skriftliga stilar, vilka innehåller något olika ordförråd och syntax, har utvecklats:
1. Shadhubhasha (সাধু shadhu = 'kysk' eller 'vis man'; ভাষা bhasha = 'språk') är det mer formella skriftspråket. Shadhubhasha kännetecknas av längre verbböjningar och av att mer av ordförrådet kommer från sanskrit (তৎসম tôtshôm). Sånger som Indiens nationalhymn Jana-Gana-Mana (av Rabindranath Tagore) och nationalsång Vande Mātaram (av Bankim Chandra Chattopadhyay) skrevs på shadhubhasha. Användningen av shadhubhasha i modernt skriftspråk avtar dock.
2. Choltibhasha (চলতিভাষা ) eller cholitobhasha (চলিত cholito = 'strömmande' eller 'löpande') är ett mer talspråksnära skriftspråk och är standarden för skriven bengali idag. Denna form blev populär mot slutet av 1800-talet och företräddes bland annat av författarna Peary Chand Mitra (Alaler Gharer Dulal, 1857),[25] Pramatha Chowdhury (Sabujpatra, 1914) och, i hans senare skrifter, Rabindranath Tagore. Choltibhasha utgår från dialekten som talas i Shantipurområdet i distriktet Nadia i Västbengalen. Denna form av bengali kallas ofta "nadiastandarden".[20]

Fastän formell talad bengali bygger på choltibhasha kan de flesta bengalier kommunicera på fler än en språkvarietet – ofta kan en talare både flytande choltibhasha och en eller flera regionala dialekter.
Även inom standardbengali är delar av ordförrådet uppdelade mellan den muslimska befolkningen och den hinduiska befolkningen. På grund av kulturella och religiösa traditioner kan hinduer och muslimer använda ord med ursprung i sanskrit respektive persiska och arabiska. Några exempel på lexikalisk växling mellan dessa två former är:
- hej: nômoshkar (S) motsvarar assalamualaikum/slamalikum (A)
- inbjudan: nimontron/nimontonno (S) motsvarar daoat (A)
- farbror: kaka (S) motsvarar chacha (S/Hindi)

(här S = härstammar från sanskrit; A = härstammar från arabiska)

## Skrift
Bengali skrivs med bengalialfabetet, en skrift av abugidatyp. Alfabetet tros ha utvecklats från en modifierad brahmiskrift omkring 1000 e.Kr., och liknar devanagariskriften som används för hindi, sanskrit och många andra indoariska språk. Bengaliskriften omfattar elva vokaltecken och trettionio konsonanttecken. Liksom i alla abugidaskrifter har varje konsonant i bengaliskriften vanligen ett "inneboende" vokalljud, i detta fall [ɔ] eller [o]. Exempelvis kan den enkla bokstaven ম representera konsonanten [m] i ett ord som কম [kɔm] "mindre". I ett annat ord kan dock samma bokstav ম representera följderna [mɔ] eller [mo], som i মত [mɔt̪] "åsikt" och মন [mon] "sinne", utan något extra tecken för vokalerna [ɔ] eller [o]. Om konsonantljudet följs av något annat vokalljud i uttalet kan detta skrivas med ett antal olika vokaldiakriter över, under, före, efter eller omkring konsonanten som de hör till. Vokaler som inte är knutna till en konsonant (till exempel vokaler i början av ett ord) skrivs med särskilda symboler. För att eftertryckligt visa att en konsonant inte uttalas med den inneboende vokalen kan ett extra diakritiskt tecken tillföras under konsonanten.  Konsonantkluster visas vanligen med ligaturer av två eller flera konsonanttecken.
Trots vissa modifieringar under 1800-talet är bengalis stavningssystem fortfarande baserat på sanskritalfabetet, och tar därför inte hänsyn till vissa ljudförändringar som har skett i det talade språket. Exempelvis har alfabetet två bokstäver för ljudet [dʒ] (জ och য) och tre för ljudet [ʃ] (শ, ষ och স). Bengalis skiljetecken, förutom daŗi (|), som motsvarar punkt, har tagits över från västerländska språk.

Rabindranath Tagores namnteckning – ett exempel på skrivstil på bengali.

Samma skrift, med några små modifieringar, används även för att skriva assamesiska. Andra besläktade språk i området använder också bengalialfabetet. Meitei, ett sinotibetanskt språk som används i den indiska staten Manipur, har skrivits med bengaliskriften i århundraden, även om det har verkats för meitei-mayek (meitei-abugidan) på senare tid. Skriften har även tagits i bruk för att skriva språket sylheti, istället för den gamla sylheti-nagoriskriften.

### Romanisering
Det finns flera konventioner för att skriva indiska språk, inklusive bengali, med latinska alfabetet, däribland "International Alphabet of Sanskrit Transliteration" eller IAST (baserat på diakritiska tecken), "Indian languages Transliteration" eller ITRANS (använder versalalfabet som passar för tangentbord med ASCII), och det system som används av Nationalbiblioteket i Calcutta. Bengaliord skrivs för närvarande på Wikipedia med en fonematisk transkription, där uttalet representeras utan hänsyn till stavningen. Wikipedias romanisering visas i tabellen nedan, med  IPA-transkriptioner under rubriken "ljudsystem".
|            | Främre | Central | Bakre |
| ---------- | ------ | ------- | ----- |
| Hög        | i      |         | u     |
| Hög-mellan | e      |         | o     |
| Låg-mellan | ê      |         | ô     |
| Låg        |        | a       |       |

|                    | Labial | Dental | Apiko- alveolar | Apiko- postalveolar | Lamino- postalveolar | Velar | Glottal |
| ------------------ | ------ | ------ | --------------- | ------------------- | -------------------- | ----- | ------- |
| Tonlösa klusiler   | p f    | t th   |                 | ţ ţh                | ch chh               | k kh  |         |
| Tonande klusiler   | b bh   | d dh   |                 | đ đh                | j jh                 | g gh  |         |
| Tonlösa frikativor |        |        | s               |                     | sh                   |       | h       |
| Nasaler            | m      |        | n               |                     |                      | ng    |         |
| Likvidor           |        |        | l, r            | ŗ                   |                      |       |         |

## Ljudsystem
Bengalis fonemuppsättning består av 29 konsonanter och 14 vokaler, inklusive de sju nasalvokalerna. Ett ungefärligt fonetiskt schema ges nedan i det Internationella fonetiska alfabetet.
|            | Främre | Centrala | Bakre |
| ---------- | ------ | -------- | ----- |
| Hög        | i      |          | u     |
| Hög-mellan | e      |          | o     |
| Låg-mellan | æ      |          | ɔ     |
| Låg        |        | a        |       |

|                    | Labial | Dental | Apiko- alveolar | Apiko- postalveolar | Lamino- Postalveolar | Velar | Glottal |
| ------------------ | ------ | ------ | --------------- | ------------------- | -------------------- | ----- | ------- |
| Tonlösa klusiler   | p pʰ   | t̪ t̪ʰ   |                 | ʈ ʈʰ                | ʧ ʧʰ                 | k kʰ  |         |
| Tonande klusiler   | b bʰ   | d̪ d̪ʰ   |                 | ɖ ɖʰ                | ʤ ʤʰ                 | ɡ ɡʰ  |         |
| Tonlösa frikativor |        |        | s               |                     | ʃ                    |       | h       |
| Nasaler            | m      |        | n               |                     |                      | ŋ     |         |
| Likvidor           |        |        | l, r            | ɽ                   |                      |       |         |

### Diftonger
Magadhaspråk som bengali är kända för sin stora uppsättning diftonger, det vill säga kombinationer av vokaler inom samma stavelse. Flera vokalkombinationer kan anses som äkta enstaviga diftonger, bestående av en huvudsaklig vokal (kärnan) och en efterföljande vokal. Nästan alla andra vokalkombinationer är möjliga då vokalerna hör till olika stavelser, som den tvåstaviga vokalkombinationen [u.a] i কুয়া kua "väl". Så många som 25 vokalkombinationer kan återfinnas, men några av de nyare kombinationerna har inte passerat stadiet mellan två stavelser och en diftongisk stavelse.
| IPA  | Translitterering | Exempel                |
| ---- | ---------------- | ---------------------- |
| /ij/ | ii               | nii "jag tar"          |
| /iw/ | iu               | biubhôl "upprörd"      |
| /ej/ | ei               | nei "det finns inte"   |
| /ee̯/ | ee               | khee "havande ätit"    |
| /ew/ | eu               | đheu "wave" (engelska) |
| /eo̯/ | eo               | kheona "ät inte"       |
| /æe̯/ | êe               | nêe "hon tar"          |
| /æo̯/ | êo               | nêo "du tar"           |
| /aj/ | ai               | pai "jag finner"       |
| /ae̯/ | ae               | pae "hon finner"       |
| /aw/ | au               | pau "skivat bröd"      |
| /ao̯/ | ao               | pao "du finner"        |
| /ɔe̯/ | ôe               | nôe "hon är inte"      |
| /ɔo̯/ | ôo               | nôo "du är inte"       |
| /oj/ | oi               | noi "jag är inte"      |
| /oe̯/ | oe               | dhoe "hon tvättar"     |
| /oo̯/ | oo               | dhoo "du tvättar"      |
| /ow/ | ou               | nouka "båt"            |
| /uj/ | ui               | dhui "jag tvättar"     |

### Betoning
I standardbengali ligger betoningen i huvudsak på första stavelsen. Orden i bengali är nästan alla trokéiska; den huvudsakliga betoningen faller på ordets inledande stavelse, medan sekundär betoning ofta faller på alla uddataliga stavelser därefter, vilket ger strängar såsom shô-ho-jo-gi-ta "samarbete", där  fetstil syftar på primär och sekundär betoning. Den första stavelsen uppbär den starkaste betoningen, den tredje är något svagare betonad och alla efterföljande uddataliga stavelser har mycket svag betoning. I ord som har inlånats från sanskrit har dock rotstavelsen betoning.
När prefix läggs till ett ord flyttas betoningen normalt åt vänster. Exempelvis har ordet shob-bho "civiliserad" huvudbetoning på den första stavelsen [shob], men om man lägger till det negerande prefixet [ô-] blir resultatet ô-shob-bho "ociviliserad", där huvudbetoningen nu ligger på den nytillagda första stavelsen অ ô. I alla händelser förändrar ordbetoning inte ett ords betydelse, och är alltid underordnad satsbetoning.

### Intonation
Intonation eller röstläge har mindre betydelse för ord på bengali, förutom i vissa isolerade fall. I satser spelar dock intonation en betydelsefull roll. I en enkel påståendesats har de flesta ord och/eller fraser på bengali ett stigande tonem, med undantag av sista ordet i satsen, som alltid har en låg ton. Detta intonationsmönster ger en musikalitet åt den typiska bengalimeningen, med omväxlande låga och höga toner fram till den slutliga sänkningen i tonhöjd som markerar satsslutet.
I satser som innehåller fokuserade ord och/eller fraser varar de stigande tonerna endast till det fokuserade ordet; alla följande ord har låg ton. Detta intonationsmönster gäller för frågor som börjar med frågepronomen, eftersom frågepronomen vanligen anses vara fokuserade. I ja-nej-frågor kan de stigande tonerna vara mer utpräglade och framför allt har den sista stavelsen i det sista ordet i satsen hög fallande ton istället för låg jämn ton.

### Vokallängd
Vokallängd är inte kontrastiv i bengali; under i övrigt lika förhållanden finns ingen betydelseskillnad mellan en "kort vokal" och en "lång vokal", till skillnad från i många andra indiska språk. När morfemgränser spelar in kan dock vokallängd ibland skilja annars likljudande ord. Detta beror på att öppna stavelser (det vill säga stavelser som slutar på vokal) i enstaviga ord har något längre vokaler än andra stavelsetyper. Exempelvis är vokalen i cha: "te" något längre än det första vokalen i chaţa "slickande", eftersom cha: är ett ord med bara en stavelse, och ingen avslutande konsonant. (Den långa vokalen markeras med kolon : i dessa exempel.) Suffixet ţa, som fungerar som bestämd artikel, kan tillföras till cha: så att ordet cha:ţa "teet" bildas. Även när ett annat morfem läggs till  cha: bevaras den långa vokalen. På grund av detta kan vissa intressanta fall av synbart distinktiv vokallängd hittas. I allmänhet tenderar bengalis vokaler att inte ha extrem vokalartikulation.
Dessutom kan, med en form av reduplikation som kallas "ekande reduplikation", den långa vokalen i cha: kopieras in i det reduplicerande ţa:, så att det ger cha:ţa: "te och allt som hör till det". Därmed finns förutom cha:ţa "teet" (första vokalen lång) och chaţa "slickande" (inga långa vokaler) även cha:ţa: "te och allt som hör till det" (båda vokalerna långa).

### Konsonantkluster
Inhemska bengaliord (tôdbhôb) tillåter inte initiala konsonantkluster; den maximala stavelsestrukturen är KVK (det vill säga en vokal med en konsonant på vardera sida). Många bengalitalare begränsar sitt ljudsystem till detta mönster, även när de använder lånord från sanskrit eller engelska, såsom গেরাম geram (KV.KVK) för গ্রাম gram (KKVK) "by" eller ইস্কুল iskul (KC.KVK) för স্কুল skul (KKVK) "skola".
Sanskritord (তৎসম tôtshôm) som har lånats in i bengali har dock en stor uppsättning kluster, vilket utökar den maximala stavelsestrukturen till KKKVK. Vissa av dessa kluster, såsom mr i মৃত্যু mrittu "död" eller sp i স্পষ্ট spôshţo "klar", har blivit mycket vanliga, och kan anses som giltiga konsonantkluster på bengali. Engelska och andra utländska (বিদেশী bideshi) lånord tillför ännu fler klustertyper i bengali, och ökar stavelsekapaciteten ytterligare till KKKVKKKK, då allmänt brukade lånord såsom ট্রেন ţren "tåg" och গ্লাস glash "glas" nu inkluderas även i ledande bengaliordböcker.
Finala konsonantkluster är sällsynta i bengali. De flesta finala konsonantkluster har inlånats från engelskan, som iলিফ্‌ট lifţ "hiss" och ব্যাংক bêņk "bank". Finala kluster finns dock i några inhemska bengaliord, men sällan i standarduttal. Ett exempel på en final kluster i ett standardbengaliord är গঞ্জ gônj, som återfinns i hundratals namn på städer och orter runtom i Bengalen, däribland নবাবগঞ্জ Nôbabgônj och মানিকগঞ্জ Manikgônj. Vissa ickestandardvarieteter av bengali använder finala kluster ganska ofta. Till exempel är det i vissa östliga dialekter vanligt med finala konsonantkluster som består av en nasal och dess motsvarande orala klusil, som i চান্দ chand "måne". Motsvarigheten till chand i standardbengali skulle vara চাঁদ chãd, med en nasalvokal istället för slutklustret.

## Grammatik
Substantiv i bengali har inte genus. Adjektiv böjs inte i någon större utsträckning. Substantiv och pronomen deklineras dock i fyra kasus och verb konjugeras i stor utsträckning.

### Ordföljd
Bengali har ordföljden subjekt objekt verb, även om variationer på detta är vanliga. Bengali använder postpositioner, i motsats till  prepositioner som används i de flesta europeiska språk. Demonstrativer följer substantivet, medan räkneord, adjektiv och possessivuttryck  föregår substantivet.
Ja-nej-frågor kräver ingen ändring av den grundläggande ordföljden. I stället byts den låga tonen i slutstavelsen ut mot en fallande hög ton. Dessutom kan valfria partiklar (till exempel কি -ki, না -na, etc.) ofta hängas på det första eller sista ordet i en ja-nej-fråga.
Frågesatser med frågepronomen bildas genom att frågepronomenet sätts på fokuspositionen, vilket vanligen är det första eller andra ordet i utsagan.

### Substantiv
Substantiv och pronomen böjs efter kasus, nämligen nominativ, objektiv, genitiv och lokativ. Vilket kasusmönster som används för varje substantiv beror på dess grad av animacitet. När en bestämd artikel såsom  -টা -ţa (singular) eller -গুলা -gula (plural) tilläggs, som i tabellerna nedan, böjs substantiv också efter numerus.
|           | Animat                        | Inanimat                    |
| --------- | ----------------------------- | --------------------------- |
| Nominativ | ছাত্রটা chhatro-ţa studenten     | জুতাটা juta-ţa skon            |
| Objektiv  | ছাত্রটাকে chhatro-ţa-ke studenten | জুতাটা juta-ţa skon            |
| Genitiv   | ছাত্রটার chhatro-ţa-r studentens | জুতাটার juta-ţa-r skons        |
| Lokativ   | -                             | জুতাটায় juta-ţa-(t)e on/i skon |

|           | Animat                               | Inanimat                       |
| --------- | ------------------------------------ | ------------------------------ |
| Nominativ | ছাত্ররা chhatro-ra studenterna          | জুতাগুলা juta-gula skorna          |
| Objektiv  | ছাত্রদের(কে) chhatro-der(ke) studenterna | জুতাগুলা juta-gula skorna          |
| Genitiv   | ছাত্রদের chhatro-der studenternas       | জুতাগুলার juta-gula-r skornas      |
| Lokativ   | -                                    | জুতাগুলাতে juta-gula-te on/i skorna |

När de räknas tar substantiv ett av en liten uppsättning måttsord. Liksom i många asiatiska språk (till exempel kinesiska, japanska och thai) kan substantiv på bengali inte räknas genom att sätter räkneord direkt bredvid substantivet. Substantivets måttsord ("MO") måste användas mellan räkneordet och substantivet. De flesta substantiv tar det allmänna måttsordet  -টা -ţa, fastän andra måttsord anger semantiska klasser (till exempel -জন -jon för människor).
| Bengali      | Bengali i translitterering | Bokstavlig översättning | Översättning          |
| ------------ | -------------------------- | ----------------------- | --------------------- |
| নয়টা গরু       | Nôe-ţa goru                | Nio-MO ko               | Nio kor               |
| কয়টা বালিশ      | Kôe-ţa balish              | Hur många-MO kudde      | Hur många kuddar      |
| অনেকজন লোক     | Ônek-jon lok               | Många-MO person         | Många människor       |
| চার-পাঁচজন শিক্ষক | Char-pañch-jon shikkhôk    | Fyra-fem-MO lärare      | Fyra eller fem lärare |

Att räkna upp substantiv på bengali utan deras motsvarande måttsord (till exempel আট বিড়াল aţ biŗal istället för আটটা বিড়াল aţ-ţa biŗal "åtta katter") skulle vanligen anses som ogrammatiskt. 
Att utelämna substantivet och bevara måttsordet är däremot vanligt förekommande. Till exempel skulle শুধু একজন থাকবে। Shudhu êk-jon thakbe. (bokstavligen "Endast en-MO kommer att vara kvar.") förstås som "Endast en person kommer att vara kvar.", givet den semantiska klassen som är implicit i -জন -jon.
I denna mening liknar alla substantiv i bengali, till skillnad från i de flesta andra indoeuropeiska språk, massord.

### Verb
Verb indelas i två klasser: finita och infinita. Infinita verb böjs inte efter tempus eller person, medan finita verb böjs efter person (första, andra, tredje), tempus (presens, dåtid, futurum), aspekt (enkel, perfekt, progressiv), och artighetsgrad (intim, familjär och formell), men inte efter numerus. Konditionalis, imperativ, och andra särskilda modusböjningar kan ersätta tempus- och aspektsuffixen. Antalet böjningar kan för många verbrötter överstiga 200.
Böjningssuffix i bengalis morfologi varierar från region till region, liksom mindre skillnader i syntax.
Bengali skiljer sig från de flesta indoariska språk i kopulan ("är") oftast saknas i presens. Alltså blir "han är lärare" she shikkhôk (bokstavligen "han lärare"). 
I detta avseende liknar bengali exempelvis ryska och ungerska.

## Ordförråd
Diagram över bengalis ordförråd.
|  | Tôdbhôb (inhemska ordförråd) (67 %) |

|  | Tôtshôm (lånord från sanskrit) (28 %) |

|  | Bideshi (lånord från främmande språk) (5 %) |

Bengali har så många som 75 000 olika ord, av vilka 50 000 (67 %) bedöms som tôtshôm (direkta lån från sanskrit), 21 100 (28 %) är tôdbhôb (inhemska bengaliord) och resten är bideshi (utländska) och deshi (inhemska austroasiatiska) ord.
Dessa siffror tar dock inte i beaktande att en stor del av dessa ord är ålderdomliga eller mycket tekniska och inte används i någon större utsträckning. Det produktiva ordförrådet som används i moderna litterära verk består mestadels (67 %) av tôdbhôb-ord, medan tôtshôm bara utgör 25 %. Deshi- och bideshi-ord utgör tillsammans de återstående 8 % av ordförrådet i modern bengalilitteratur.
På grund av århundraden av kontakt med européer, moguler, araber, turkar, perser, afghaner och östasiater har bengali lånat många ord från främmande språk. De vanligaste lånen från främmande språk kommer från tre olika sorters kontakt. Nära kontakt med grannfolk underlättade inlåning av ord från hindi, assamesiska, kinesiska, burmesiska och flera inhemska austroasiatiska språk i Bengalen. Efter århundraden av invasioner från Persien och Mellanöstern togs många turkiska, arabiska och persiska samt pashtunska ord upp i bengali. Portugisiska, franska, nederländska och  engelska ord var senare tillskott under den koloniala perioden.